# Los ángeles (album)
Pour les articles homonymes, voir Los Angeles.
Albums de Rosalía
El mal querer
(2018)
Los Ángeles est le premier album de la chanteuse espagnole Rosalía. Il sort le 10 février 2017.
Les singles de l'album sont Catalina et De plata.

## Liste des titres
| 1. | Si tú supieras compañero | 6:04 |
| 2. | De plata                 | 4:28 |
| 3. | Nos quedamos solitos     | 5:15 |

| 4. | Catalina                   | 3:34 |
| 5. | Día 14 de abril            | 6:06 |
| 6. | Que se muere, que se muere | 1:28 |

| 7. | Por mi puerta no lo pasen | 4:39 |
| 8. | Te venero                 | 4:06 |
| 9. | Por castigarme tan fuerte | 2:08 |

| Face D | Face D                         | Face D | Face D | Face D | Face D | Face D | Face D | Face D | Face D |
| No     | Titre                          | Durée  |        |        |        |        |        |        |        |
| ------ | ------------------------------ | ------ | ------ | ------ | ------ | ------ | ------ | ------ | ------ |
| 10.    | La hija de Juan Simón          | 4:09   |        |        |        |        |        |        |        |
| 11.    | El redentor                    | 3:01   |        |        |        |        |        |        |        |
| 12.    | I See a Darkness (bonus track) | 4:08   |        |        |        |        |        |        |        |
| 49:06  |                                |        |        |        |        |        |        |        |        |

## Prix et récompenses

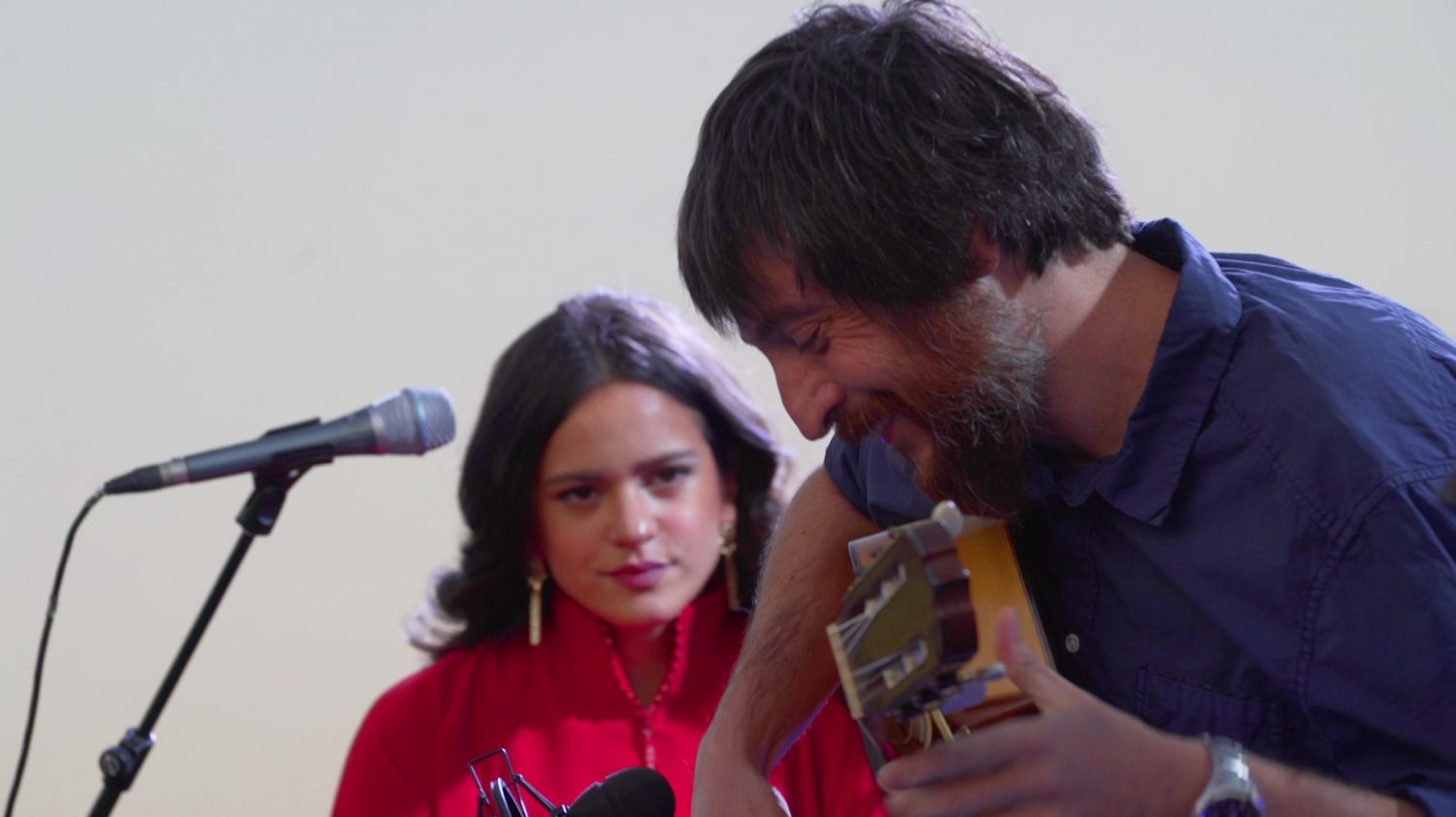
Rosalía et Raül Refree en concert à Madrid le 24 juillet 2017.

- Latin Grammy Awards, première artiste espagnole nommée en catégorie "Meilleure nouvelle artiste"[1]
- RNE Critical Eye Award for Modern Music[2]
- Ruido de la Prensa Award for Best Spanish Disc of 2017[3]
- Prix Glamour Award for Artist of the Year[4]
- Rockdelux #1 Video, #1 Album, #1 Artist of 2017
- Time Out Award for Best Album of 2017[5]
- ABC, Meilleur album espagnol de 2017[6]